# Lucy DeVito
Lucy Chet DeVito (Nueva York, 11 de marzo de 1983) es una actriz de cine, televisión y teatro estadounidense.

## Biografía
Nacida en Los Ángeles el año 1983, es hija mayor de los famosos estadounidenses Danny DeVito y Rhea Perlman y hermana de Grace Fan DeVito (1985) y Jacob Daniel DeVito (1987). Junto a sus padres y hermanos, se crio en la ciudad de Los Ángeles (California).
Desde su infancia y debido a la profesión de sus padres se quiso dedicar al mundo de la interpretación y empezó haciendo teatro. Al cabo de los años, en el 2005 debutó en el cine con la película This Revolution, dirigida por Stephen Marshall y protagonizada por Rosario Dawson; en televisión debutó un año más tarde en la serie Crumbs, de la cadena ABC, en la que interpretó un papel esporádico.
Desde 2006 ha participado en películas como The Good Night, Nobel Son, A Quiet Little Marriage y en series como Crumbs, It's Always Sunny in Philadelphia (Colgados en Filadelfia) o Dirt; y en 2009 tuvo su primer papel protagonista con Edward Norton en la película Leaves of Grass. Desde 2010 y hasta 2012 tuvo un papel recurrente en la serie Melissa & Joey, y también en 2012 participó en la película Sleepwalk with Me.

## Filmografía

### Cine
| Año  | Título                         | Personaje |
| ---- | ------------------------------ | --------- |
| 2005 | This Revolution                |           |
| 2007 | The Good Night                 |           |
| 2007 | Nobel Son                      | Wanda     |
| 2008 | A Quiet Little Marriage        | Sylvia    |
| 2009 | Leaves of Grass                | Anne      |
| 2012 | Sleepwalk with Me              | Hilary    |
| 2024 | The Secret Art of Human Flight | Gloria    |

### Televisión
| Año  | Título                            | Personaje        |
| ---- | --------------------------------- | ---------------- |
| 2006 | Crumbs                            | Cajera           |
| 2007 | It's Always Sunny in Philadelphia | Jenny            |
| 2007 | Dirt                              | Linda            |
| 2010 | Melissa & Joey                    | Stephanie Krause |
| 2015 | Deadbeat                          | Sue Tabernacle   |